# Heřmanov, Děčín
Heřmanov là một làng thuộc huyện Děčín, vùng Ústecký, Cộng hòa Séc.